# Uweleni
Uweleni è una circoscrizione urbana (urban ward) della Tanzania situata nel distretto di Mkoani, regione di Pemba Sud. Conta una popolazione di 2 539 abitanti (censimento 2012).